# Stele des Avile Tite

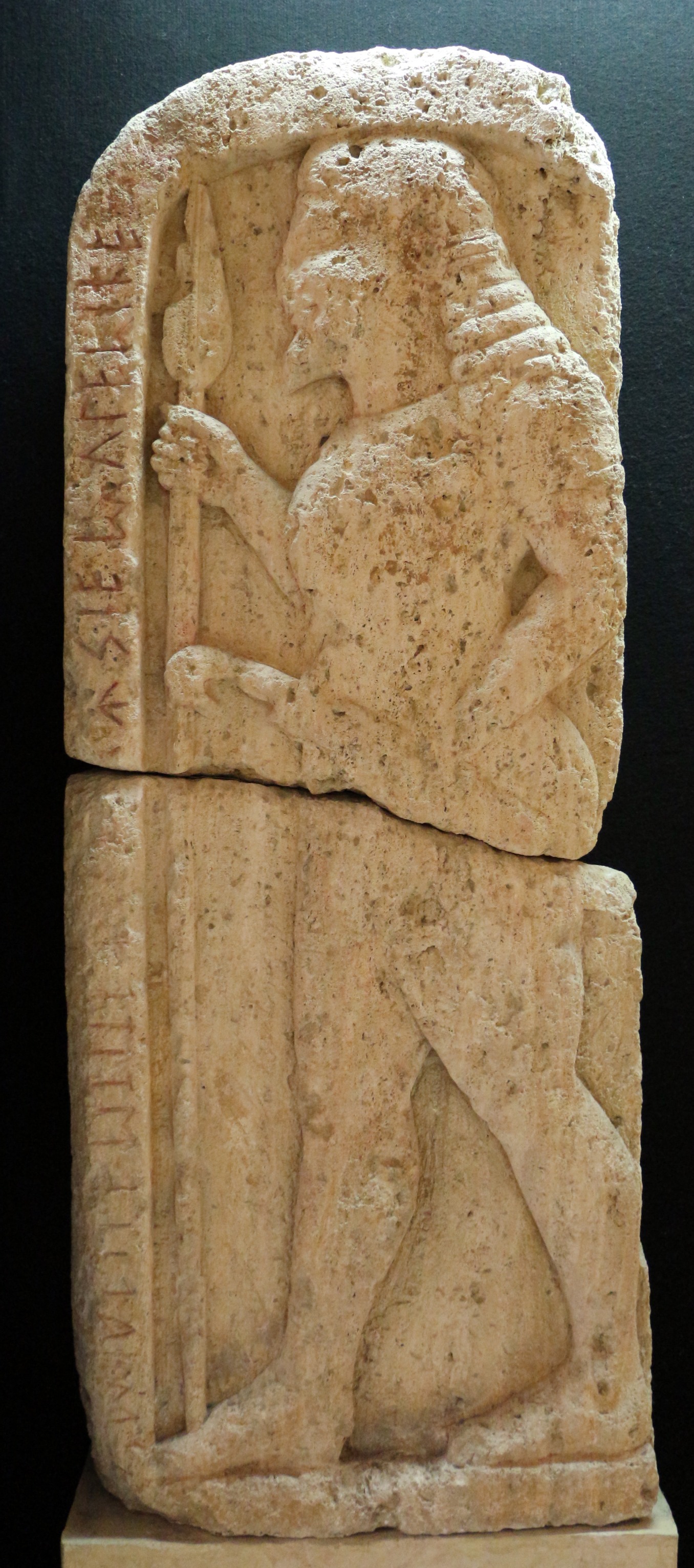
Stele des Avile Tite aus dem 6. Jahrhundert v. Chr.

Die Stele des Avile Tite ist ein etruskisches Grabmal aus dem 6. Jahrhundert v. Chr. Die Stele markierte den Begräbnisort einer Persönlichkeit mit Namen Avile Tite und befindet sich heute im Museo Etrusco Guarnacci von Volterra.

## Die Stele

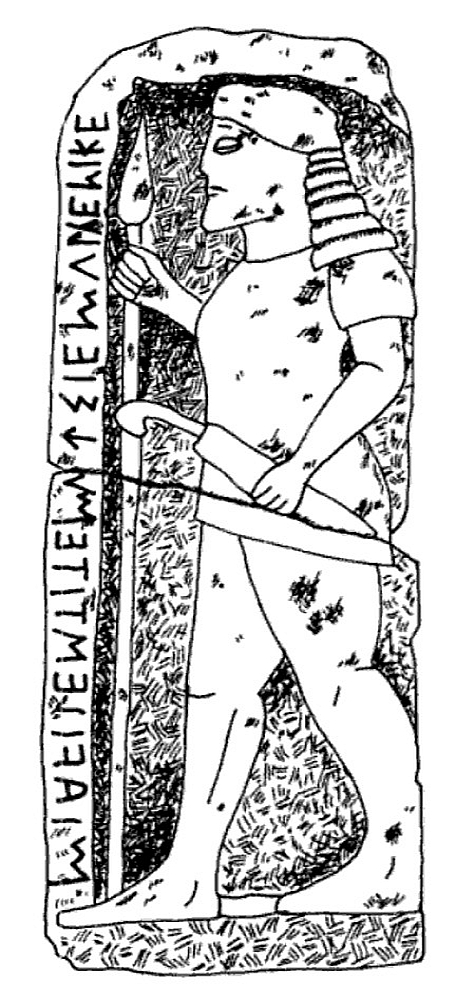
Zeichnung der Stele

Die aus Kalkstein gefertigte Stele ist 170 cm hoch, 70 cm breit und 30 cm dick. Auf der Vorderseite der Stele ist ein bewaffneter Mann aus dem Kalkstein herausgearbeitet, so dass er sich als Relief vom Hintergrund abhebt. Die massige Figur ist im Profil mit dem Gesicht nach links dargestellt. Die Beinstellung ist gespreizt, als wäre der Mann vorwärtsschreitend in Bewegung. Er trägt einen ionischen Chiton und ist bewaffnet mit einer Lanze und einem Dolch mit gebogenem Griff. Der Mann trägt einen Spitzbart und seine schulterlangen Haare sind am Hinterkopf anscheinend zu einem Zopf geflochten. Seine Augen sind mandelförmig dargestellt und sein Mund zeigt ein archaisches Lächeln. Insgesamt weist die Darstellung ionische Bezüge auf, die auf den Kontakt und Austausch mit griechischen Seefahrern und Händlern zurückzuführen sind. Die Stele wird zwischen 550 und 525 v. Chr. datiert. 
Man geht heute davon aus, dass die Person bis auf Lanze und Dolch ohne weitere kriegerische Attribute wie Brustpanzer oder Beinschienen dargestellt ist. Insofern ist die Bezeichnung des Dargestellten als Krieger nicht ganz zutreffend. Die Person ist vielmehr zivil gekleidet mit den Waffen als Symbole für einen sozialen Status. Die Lanze könnte das Attribut eines amtlichen Würdenträgers sein. Der Dolch dürfte als Opferinstrument zeremoniellen Charakter besessen haben und könnte dem Verstorbenen eine religiöse Funktion zuweisen. 
Die Stele, die sich aus zwei etwa gleich großen Bruchstücken zusammensetzt, besitzt die Form eines Quaders mit einer gewölbten Oberseite und einer abgerundeten linken unteren Ecke. Das Feld mit der Figur wurde so in den Kalkstein eingemeißelt, dass an den Seiten ein Rahmen entstand. In die linke Seite des Rahmens ist eine Inschrift eingraviert, die obere Seite des Rahmens ist asymmetrisch gewölbt und die untere Seite des Rahmens ist nur in der linken Ecke abgerundet. Man kann daher davon ausgehen, dass sich auch auf der rechten Seite ebenfalls ein Rahmen befand, der nach der Entdeckung der Stele entfernt worden ist. Wahrscheinlich hat man den Rahmen auch unten zugeschnitten. Vielleicht sollte die Stele dadurch einem Transport- oder Aufbewahrungsbehältnis angepasst werden.

## Die Inschrift

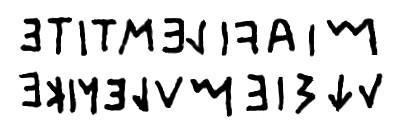
Lesbare Inschrift: MI AVILEŚ TITE
UCHSIE MULENIKE

Die Inschrift ist mit etruskischen Buchstaben im archaischen Stil des 6. Jahrhunderts v. Chr. ohne Trennung der einzelnen Wörter verfasst und teilt sich in zwei Abschnitte. Im ersten Teil nennt die Stele ihren Eigentümer, im zweiten Teil gibt das Grabmal seinen Stifter an.
MI AVILEŚ TITE[Ś] [...] UCHSIE MULENIKE
Ich (bin Eigentum) des Avile Tite. (...)uchsie hat (mich) gestiftet.
Der Buchstabe in Form eines spiegelverkehrten F, den man mit V transkribiert, wurde wie ein W gesprochen. Der Buchstabe M in der Inschrift entspricht dem phönizischen Buchstaben Sadéh oder Zade und steht vermutlich für einen Sch-Laut. Dieser Buchstabe, der als Ś transkribiert wird, fand vor allem in Nordetrurien Anwendung. Der Buchstabe ᗐ, der mit CH transkribiert wird, steht wahrscheinlich für ein aspiriertes K.
AVILEŚ TITEŚ ist die Genitivform des Namens des Verstorbenen mit Avile als Vorname und Tite als Gentilname. Der Namensmodus, bei dem der erste Name um einen Namen der Herkunft ergänzt wird, war etwa ein Jahrhundert vorher entstanden. UCHSIE könnte die Endung eines nordetrurischen Gentilnamens sein. Der Stifter würde demnach in keiner verwandtschaftlichen Beziehung zu dem Verstorbenen stehen. Die Veranlassung, das Grabmal zu stiften, könnte sich dann aus einer besonderen Verpflichtung gegenüber dem Verstorbenen ergeben haben. Denkbar wäre ein Schenkungsvertrag zwischen zwei Anführern, durch den eine Art Nachfolge besiegelt worden ist. Möglich scheint aber auch, dass UCHSIE die Endung eines Vornamens ist. Dann müsste der Stifter, eventuell ein Sohn, aus der Familie des Verstorbenen stammen und die Stele wäre Teil eines aristokratischen Ahnenkults.

## Hintergrund
Die Stele wurde wahrscheinlich um 1494 von dem italienischen Humanisten Raffaello Maffei (1451–1522) in der Nähe von Volterra (etruskisch Velathri) gefunden. Er bewahrte die Stele zusammen mit einer etruskischen Marmorstatue einer Frau mit Kind (Kourotrophos Maffei) in seinem Palast in Volterra auf. Maffei fertigte auch eine Kopie der Inschrift auf der Stele an, die zu den frühesten Abschriften etruskischer Texte zählt. In Unkenntnis der etruskischen Buchstaben und Schreibgewohnheiten kopierte Maffei die Inschrift auf dem Kopf stehend und überwiegend mit falschen Schriftzeichen. Der Anfang seiner Kopie ist eindeutig der Inschrift auf der Stele zuzuordnen. 

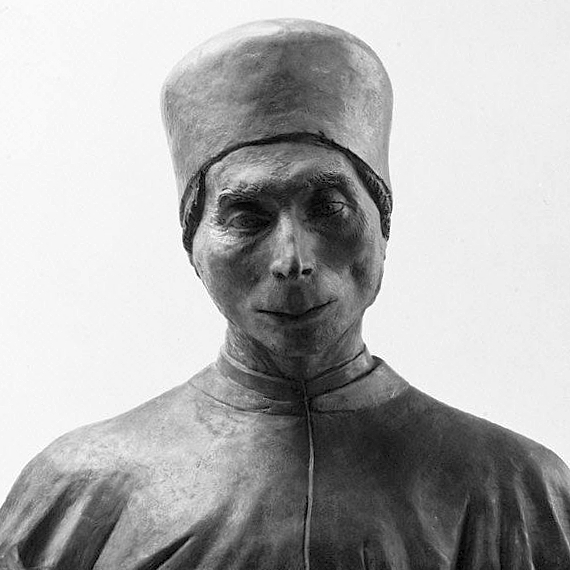
Büste des Raffaello Maffei
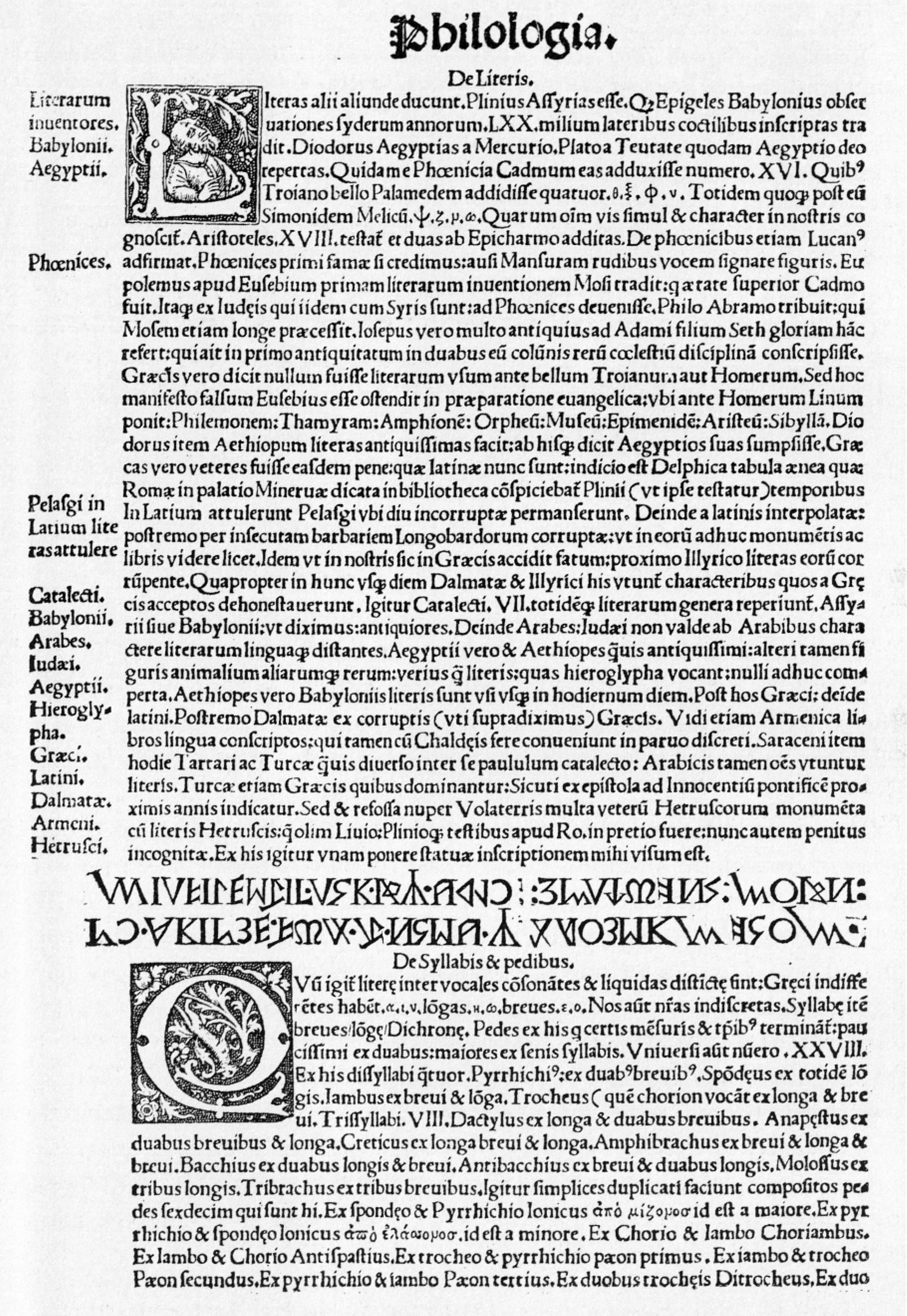
Folio 463 aus den Commentarii Urbani von Raffaello Maffei
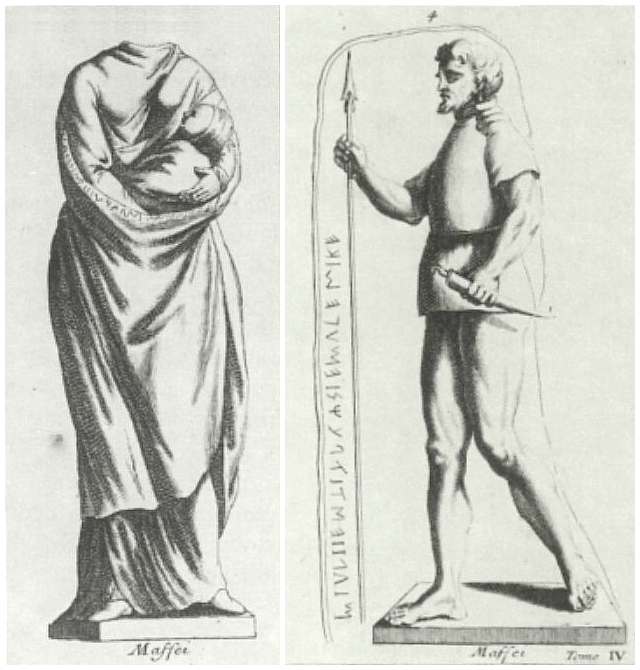
Zeichnungen der Kourotrophos Maffei und der Stele des Avile Tite

Allerdings ist der Text der Kopie von Raffaello Maffei länger als der auf der Stele. Daher könnte man in Betracht ziehen, dass der fehlende Teil vom abgetrennten rechten Rahmen stammt. Dagegen spricht, dass die meisten etruskischen Inschriften auf Stelen und Votivgaben mit dem formelhaften MULUVENIKE oder MULENIKE abschließen. Zudem hätte das gerade erst erwachte Interesse für die etruskische Schrift nicht erlaubt, einen beschrifteten Teil des Monuments abzuschneiden, um es an ein Behältnis anzupassen. Vielmehr scheint Maffei in seiner Kopie zwei Inschriften wiederzugeben. Der erste Teil stammt von der Stele des Avile Tite und der zweite von der Marmorstatue der etruskischen Frau, die auf ihrem Arm eine Inschrift trägt. Die fehlerhafte Wiedergabe der Schriftzeichen verhindert letztlich eine eindeutige Zuordnung. 
Raffaello Maffei hat in seinen Schriften zudem den Fundort der Stele nicht angegeben. Anzunehmen ist ein Fundort bei den Nekropolen außerhalb der Stadt vor der Porta a Selci oder der Porta all’Arco. In Betracht kommt auch die Nekropole von Portone nördlich von Volterra. Das Grabmal könnte sich vor einer Grabkammer oder vor dem Grabhügel einer bedeutenden Familie mit einem Mehrkammergrab befunden haben. Insofern ist auch die soziale Stellung des Verstorbenen ungeklärt. Avile Tite könnte Ahnherr einer aristokratischen Gens gewesen sein. Denkbar wäre auch, dass Avile Tite ein hoher Würdenträger in der Volksversammlung (comitia) war, die wahrscheinlich wie bei den Römern aus einzelnen Abteilungen (curia) bestand. In diesen Versammlungen wurde jede Kurie von einem Amtsträger vertreten. Der Schwerpunkt in den Versammlungen lag wahrscheinlich im sakralen Bereich. Vielleicht war Avile Tite der amtliche Vertreter einer solchen Kurie.